# 拉瑟布塔
拉瑟布塔（法語：Lasseubetat，法語發音：[lasœbta]）是法国大西洋比利牛斯省的一个市镇，位于该省东南部，属于奥洛龙-圣玛丽区。

## 地理
拉瑟布塔（43°10'16"N, 0°27'31"W）面积7.06 平方千米，位于法国新阿基坦大区大西洋比利牛斯省，该省份为法国东南部省份，涵盖了贝阿恩与北巴斯克，西临大西洋比斯開灣，北至朗德省，东北接热尔省，东临上比利牛斯省，南与西班牙接壤。
与拉瑟布塔接壤的市镇（或旧市镇、城区）包括：比济耶、冈镇、拉瑟布、奥热莱班、比济。
拉瑟布塔的时区为UTC+01:00、UTC+02:00（夏令时）。

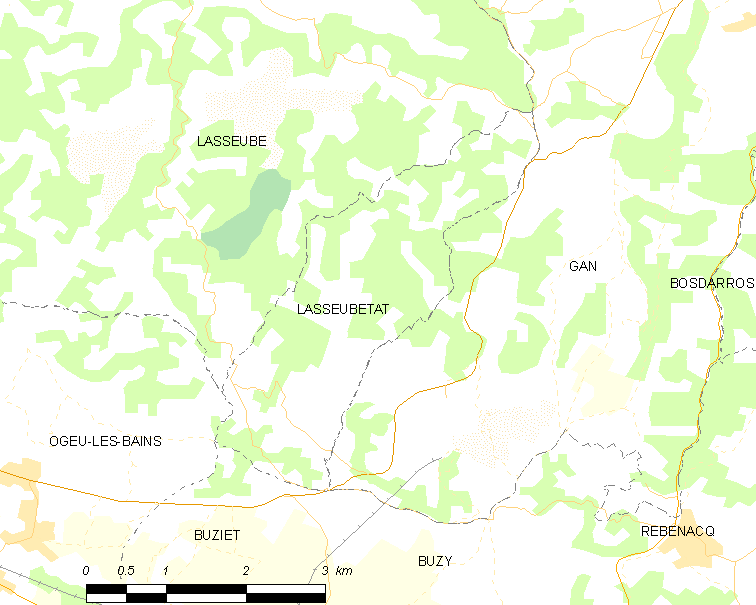
拉瑟布塔的OSM定位图

## 行政
拉瑟布塔的邮政编码为64290，INSEE市镇编码为64325。

## 政治
拉瑟布塔所属的省级选区为奥洛龙-圣玛丽第二县。

## 交通
国道N134线和省道D34线在拉瑟布塔的南侧交汇。

## 人口

1962-2008年间拉瑟布塔人口变化图示

拉瑟布塔于2022年1月1日时的人口数量为195人。